# Javier Moreno Sánchez
Javier Moreno Sánchez, né le 12 mars 1965 à Genève (Suisse), est un homme politique espagnol membre du Parti socialiste ouvrier espagnol (PSOE). 
Après avoir été élu député européen en 2004, il est élu à nouveau en 2019 député et rejoint l'Alliance progressiste des socialistes et démocrates au Parlement européen.